# Lijst van voetbalinterlands Argentinië - Guatemala
Deze lijst van voetbalinterlands is een overzicht van alle officiële voetbalwedstrijden tussen de nationale teams van Argentinië en Guatemala. De landen speelden tot op heden drie keer tegen elkaar. De eerste ontmoeting, een vriendschappelijke wedstrijd, werd gespeeld in Guatemala-Stad op 14 juni 2013. Het laatste duel, eveneens een vriendschappelijke wedstrijd, vond plaats op 14 juni 2024 in Washington D.C. (Verenigde Staten).

## Wedstrijden
| № | Plaats          | Datum            | Competitie        | Wedstrijd              | Uitslag |
| - | --------------- | ---------------- | ----------------- | ---------------------- | ------- |
| 1 | Guatemala-Stad  | 14 juni 2013     | Vriendschappelijk | Guatemala – Argentinië | 0 – 4   |
| 2 | Los Angeles     | 7 september 2018 | Vriendschappelijk | Argentinië – Guatemala | 3 – 0   |
| 3 | Washington D.C. | 14 juni 2024     | Vriendschappelijk | Argentinië − Guatemala | 4 − 1   |

## Samenvatting
| Competitie        | Totaal gespeeld | Winst Argentinië | Gelijk | Winst Guatemala | Doelsaldo Argentinië – Guatemala |
| ----------------- | --------------- | ---------------- | ------ | --------------- | -------------------------------- |
| Vriendschappelijk | 3               | 3                | 0      | 0               | 11 − 1                           |
| Totaal            | 3               | 3                | 0      | 0               | 11 − 1                           |

Wedstrijden bepaald door strafschoppen worden, in lijn met de FIFA, als een gelijkspel gerekend.

## Details

### Eerste ontmoeting
| Vriendschappelijk (Guatemala-Stad, Guatemala, 14 juni 2013): |       |                                                                                 |
| Guatemala                                                    | 0 – 4 | Argentinië                                                                      |
|                                                              | goals | 13' Lionel Messi 34' Augusto Fernández 39' (pen.) Lionel Messi 47' Lionel Messi |